# Молодинче (зупинний пункт)
Молодинче — пасажирський залізничний зупинний пункт Івано-Франківської дирекції Львівської залізниці розташований на одноколійній, неелектрифікованій лінії Ходорів — Івано-Франківськ.
Розташований у с. Молодинче Жидачівського району між станціями Ходорів та Журавно.
На зупинному пункті зупиняються приміські поїзди.